# Delitto sulla spiaggia
Delitto sulla spiaggia (Female on the Beach) è un film del 1955 diretto da Joseph Pevney.

## Trama
Una ricca vedova ritorna nella villa sulla spiaggia di proprietà del defunto marito e fino a poco tempo prima concessa in affitto a una donna, morta in circostanze misteriose. Lì la vedova incontra un giovane e attraente marinaio che abita con i presunti zii nella casa vicina. L'uomo è in realtà un dongiovanni in combutta con una coppia di truffatori le cui vittime sono donne sole di mezza età. Stavolta però i loro piani rischiano di fallire perché il complice è veramente innamorato della vedova, la quale sospetta però che sia stato proprio lui a uccidere l'ultima inquilina della sua villa. Grazie alle indagini del perspicace ispettore di polizia e all'arresto della vera responsabile dell'omicidio, una spasimante non ricambiata del marinaio, la vicenda avrà un lieto fine.